# Plaza Perón
La Plaza Juan Domingo Perón (también conocida como Plaza Brandsen) se encuentra ubicada en la ciudad de La Plata, Provincia de Buenos Aires, República Argentina. Está en el cruce de las avenidas 25 y 60.
Su primer nombre fue "Plaza Coronel Federico de Brandsen", cuando en 1928 se le asignó esa denominación para homenajear al militar francés que actuó en las campañas de José de San Martín en Chile y Perú, y en la guerra entre Argentina y Brasil.
El 5 de octubre de 1995 se le cambió su nombre a "Plaza Juan Domingo Perón", por medio de la ordenanza municipal 8562
A uno de sus lados existen dos canchas de bochas e instalaciones del Club Recreativo Tercera Edad.

## Enlaces relacionados
- Plazas de La Plata
- La Plata